# Чорний Модест Ігорович
Чо́рний Моде́ст І́горович (14 травня 1974, Львів, Львівська область, Українська РСР — 31 серпня 2014, Львів, Львівська область, Україна) — український історик, фахівець з історії католицьких чернечих орденів в Центрально-Східній Європі, доктор філософії, автор понад 90 наукових праць.

## Біографія

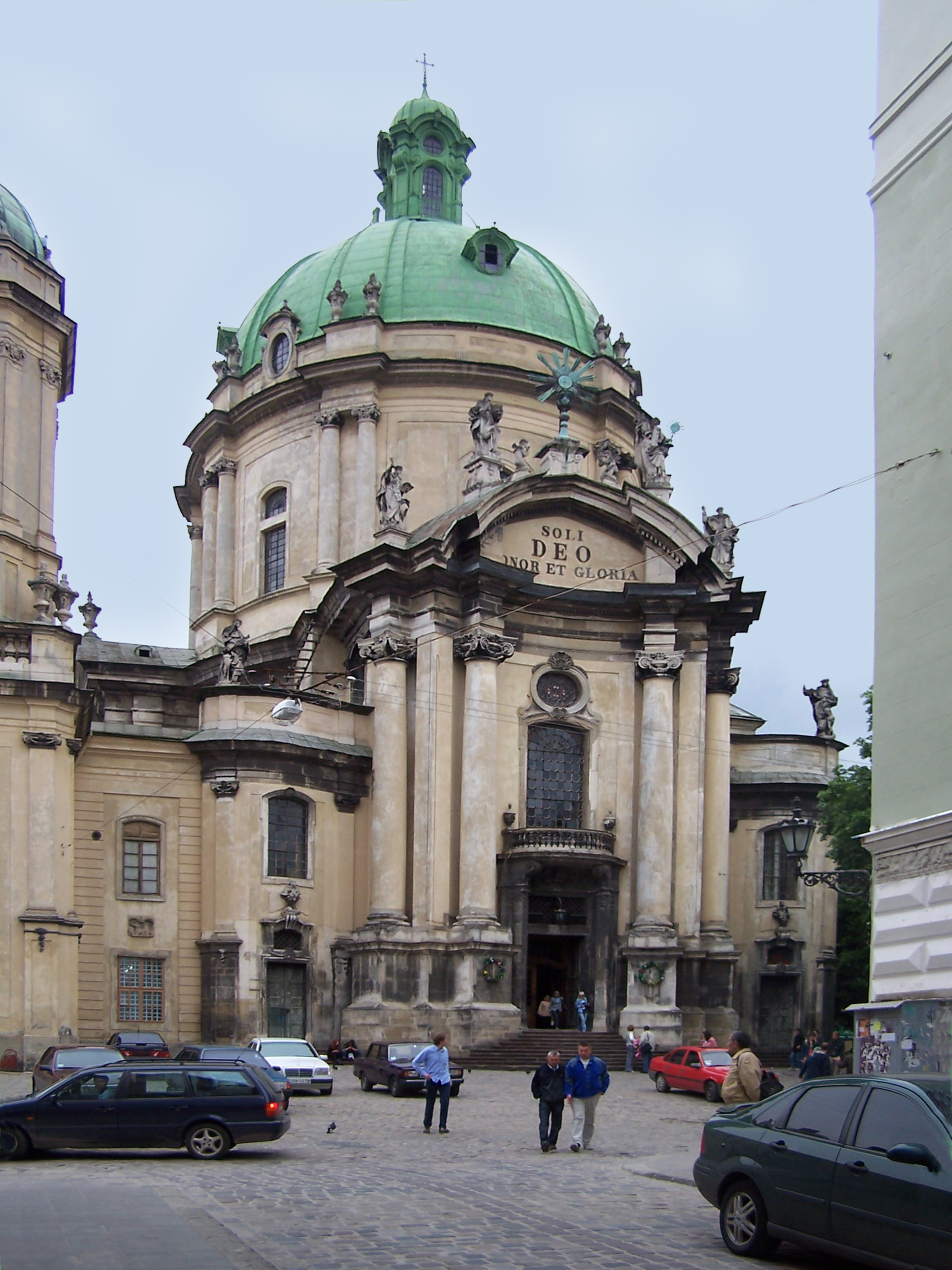
Домініканський монастир у Львові

Народився 14 травня 1974 року в родині інтелігентів у Львові. Почав читати у три роки. У 1991 році закінчує школу № 70 міста Львова зі срібною медаллю. З 1991 по 1996 рік завершив історичний факультет, Львівського університету. З 1996 по 1999 роки навчався на аспірантурі, у 2002 році захистив кандидатську дисертацію «Домініканський орден в державах Центрально-Східної Європи в ХІІІ–першій половині XIV ст.», науковий керівник кандидат історичних наук Р. В. Шиян. У 2008 році отримав звання доцента.
З 1994—2005 роки працює вчителем історії у школі № 70 міста Львова. З вересня 2001 року працює на посаді асистента кафедри археології, античності, з 2004 року до смерті, на посаді доцента кафедри історії середніх віків і візантиністики. Читав курс з історії середніх віків та спецкурси: «Чернечі і духовно-лицарські ордени», «Єретичні рухи IV—XV ст.», «Побут і звичаї середньовічної Європи», «Мандрівники і подорожі середньовічного світу». Став улюбленцем студентів. Один із організаторів Львівського медієвістичного клубу. Сфера наукових досліджень історія католицьких чернечих орденів в Центрально-Східній Європі. Автор багатьох статей до Енциклопедії Львова та Енциклопедії Львівського національного університету імені Івана Франка, співавтор підручнику з історії середніх віків.
Помер від онкологічної хвороби 31 серпня 2014 року.
У 2014 році Львівський університет та Інститут українознавства НАН України, видав збірку праць «Вибрані праці» Модеста Чорного.